# 廣龍寺
廣龍寺（こうりゅうじ）は、千葉県松戸市東松戸にある日蓮宗の寺院である。山号は妙見山。旧本山は大本山法華経寺(中山門流)、親師法縁。山門前の庚申塔は松戸市の有形文化財。

## 歴史
廣龍院日護（日蓮の直檀曽谷入道の孫の日合の舎弟という）によって室町時代頃に創建されたという。1674年（延宝2年）の焼失後に本堂が再建された。1956年（昭和31年）、本堂の屋根が茅葺から瓦葺に改修された。昭和63年（1988年）12月15日に嘉永5年（1852年）銘の庚申塔が松戸市の有形文化財に指定された。 

## 境内

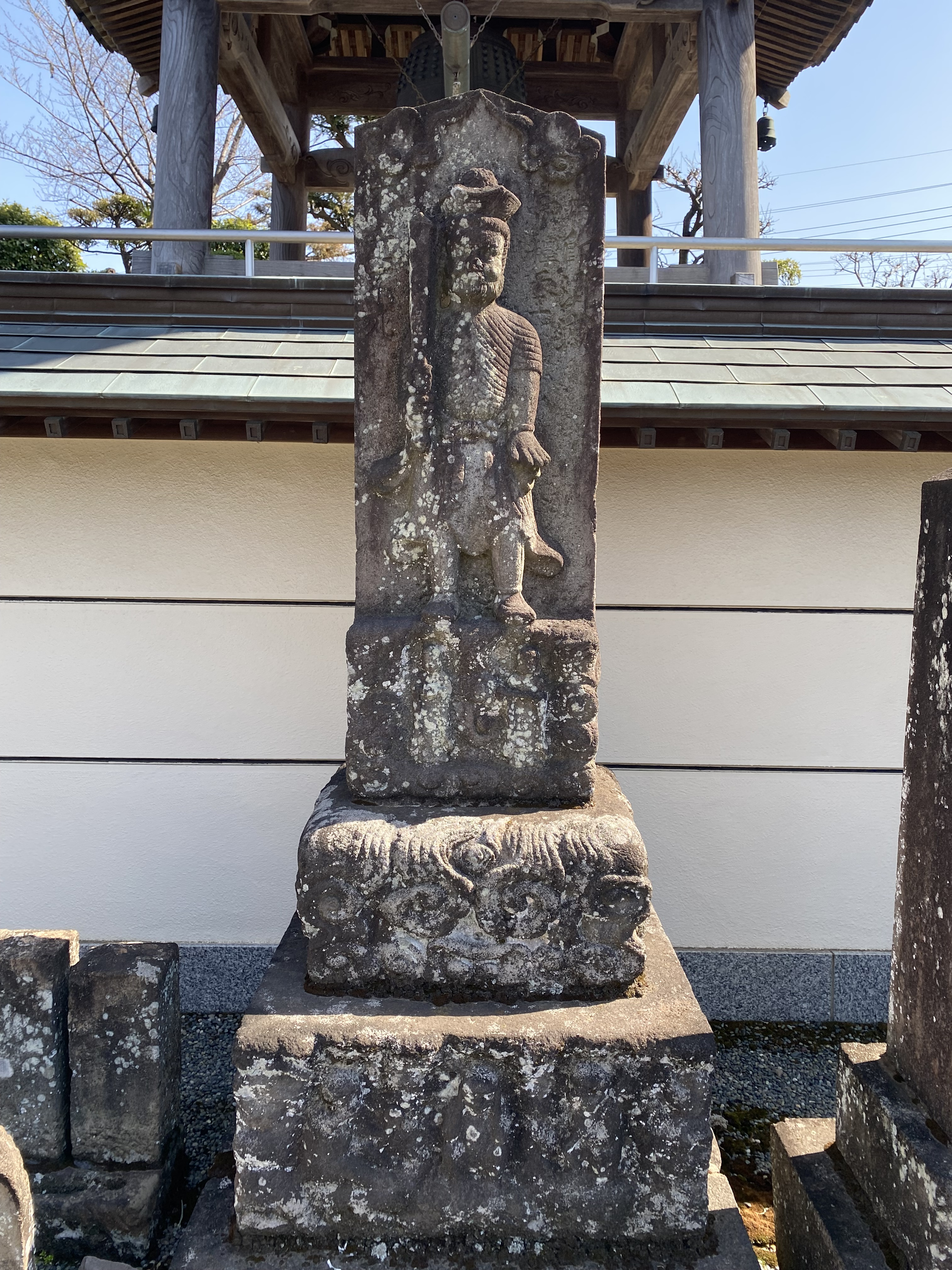
嘉永五年銘庚申塔（有形文化財）

* 本堂　一妙院日仁（43世）の代に建立されたもので平成10年（1998年）10月15日落成した。 
- 妙見堂
- 山門
- 嘉永五年銘庚申塔

## 寺宝
- 祖師像　文政12年（1829年）松戸住竹内源八により修理または奉納されたものという。
- 北辰妙見菩薩　桓武天皇の後胤という千葉大隈守平胤貞軍陣鎮護の像と言われ浄行院日祐（大本山正中山法華経寺3世）から授与されたものという。

## 歴代
- 廣龍院日護
- 一妙院日仁

## 交通アクセス
北総鉄道・京成電鉄・JR東日本武蔵野線の東松戸駅より徒歩で約5分（経路案内）。